# Schnabelsmühle (Bergisch Gladbach)

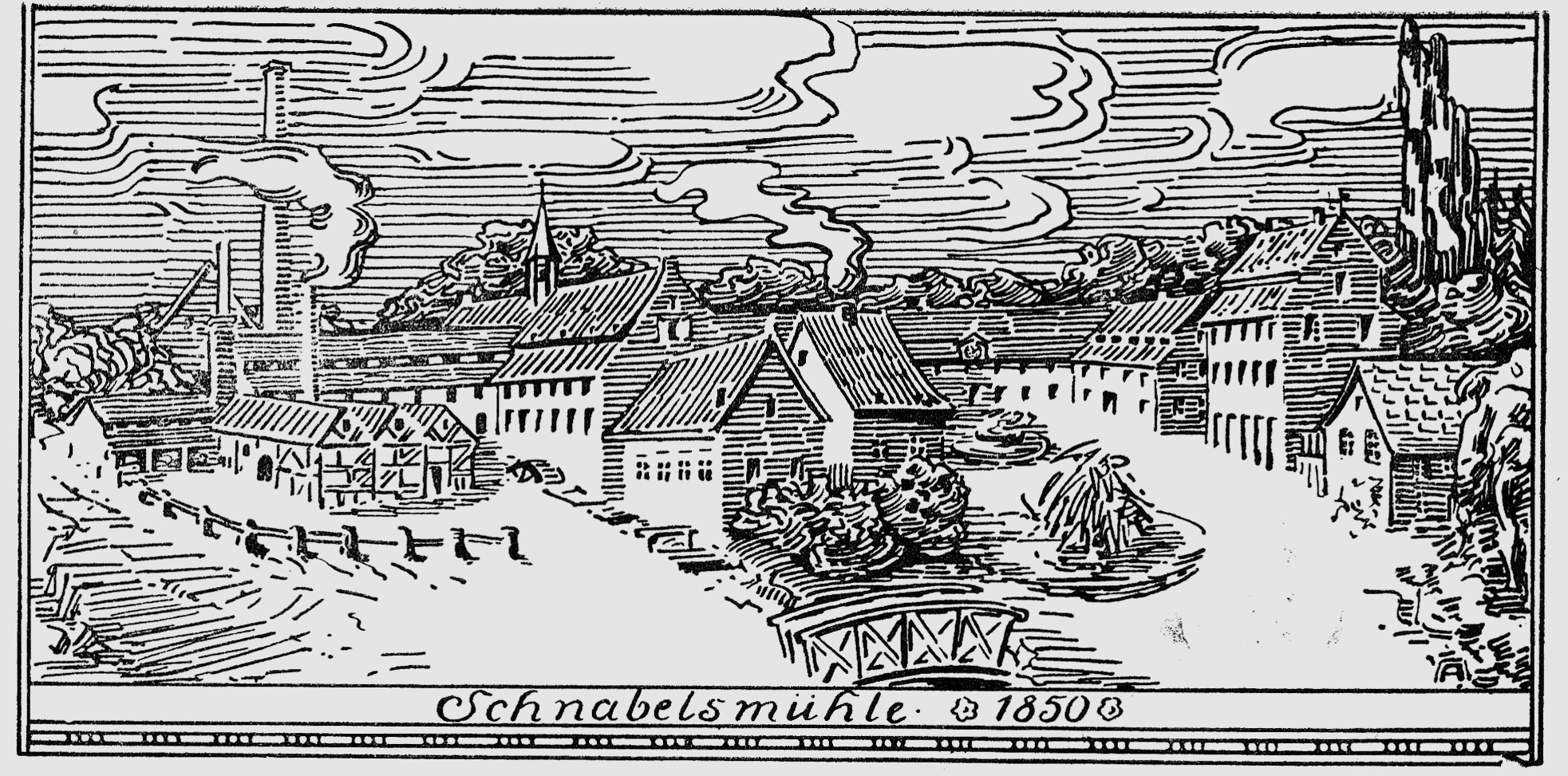
Stich von der Schnabelsmühle in Bergisch Gladbach 1850

Die Schnabelsmühle oder Quirlsmühle (auch „Mühle zum Quirl“) war eine Papiermühle an der Strunde. Gleichzeitig war es ein Ortsteil auf dem Gebiet des heutigen Stadtteils Stadtmitte von Bergisch Gladbach.

## Geschichte
Die ursprüngliche Quirlsmühle und spätere Schnabelsmühle war die Keimzelle der Papierfabrik Zanders, sie stand an einem Umbach der Strunde in der Nähe vom Gasthaus Paas. Durch Öffnen der Kanalisierung hat man diese Stelle wieder als alten Mühlenstandort deutlich gemacht. Gründer der Mühle war der Kölner Bürger Philipp von Fürth, der am 22. August 1571 das Kölner Bürgerrecht erlangte. Er erwarb am 2. Juni 1582 das Nabbenseifer Gut mit einer aufgelassenen Schleifmühle, um aus ihr eine erste Papiermühle an der Strunde zu machen.
Die Mühle Zum Quirl, wie sie anfangs hieß, verfügte über zwei vollständige Mühleneinrichtungen mit Pressen, Haspeln, Werkbütten und Stampfgeschirren. 1589 kaufte Fürth noch eine weitere Schleifmühle  „under der papirenn Müllen gelegen“ hinzu, die Grundlage für den Bau der späteren Gohrsmühle war. Quirls- und Gohrsmühle blieben nun für drei Generationen in einer Familie: Eigentümer war zunächst Stephan (Steffen) Jacobs bis 1611, dann bis 1619 sein Sohn Jakob und bis 1652 dessen Sohn Stephan. Seit der Erbteilung im Jahr 1693 findet sich in der Reihe der späteren Eigentümer immer wieder der Name Fues. Ab spätestens 1782 hieß der neue Eigentümer der Quirlsmühle Heinrich Schnabel. Er wurde auch neuer Namensgeber für die Mühle. Nachfolger war ab 1797 sein Enkel Franz Heinrich Fauth. In seiner Zeit erlebte die Schnabelsmühle einen scheinbaren wirtschaftlichen Abschwung, der 1820 zum Nachlasskonkurs führte. Es dauerte bis 1822, um alle juristischen Formalitäten zur Regelung des Nachlasses mit anschließender Versteigerung aufzuarbeiten. Der über Fauths Ehefrau Anna Katharina Pütter verwandte Johann Wilhelm Zanders erwarb die Konkursmasse und gründete am 16. Juli 1824 zusammen mit Gottfried Fauth die Firma Fauth & Zanders in der Schnabelsmühle. Mit dem Tod von Gottfried Fauth am 11. Februar 1829 löste sich das Unternehmen wieder auf. Rasch entschlossen übernahm Zanders den Anteil von Fauth und gründete am 28. Juli 1829 die Papierfabrik J. W. Zanders. Bereits ein Jahr später verstarb er. Seine Witwe Julie Zanders verpachtete die Schnabelsmühle von 1836 bis 1848 an Eduard Knobel und seinen Partner Ferdinand Wachendorff. Die Schnabelsmühle blieb aber weiterhin im Eigentum der Familie Zanders bzw. der Papierfabrik Zanders.

## Geschichte des Wohnplatzes
Die Mühle ist auf der Topographischen Aufnahme der Rheinlande von 1824 und auf der Preußischen Uraufnahme von 1840 verzeichnet. Ab der Preußischen Neuaufnahme von 1892 ist sie auf Messtischblättern nicht mehr verzeichnet.
| Jahr | Einwohner | Wohn- gebäude | Kategorie    | Politische / kirchliche Zugehörigkeit         |
| ---- | --------- | ------------- | ------------ | --------------------------------------------- |
| 1845 | 62        | 3             | Papierfabrik | Bürgermeisterei Gladbach, Pfarre Gladbach     |
| 1871 | 28        | 3             | Papierfabrik | Bürgermeisterei Gladbach                      |
| 1885 | 8         | 2             | Wohnplatz    | Bürgermeisterei Gladbach, Kirchspiel Gladbach |

## Parkplatz
Anfang der 1980er-Jahre sah sich die Stadt Bergisch Gladbach gezwungen, über neue Verkehrswege und Umgehungsstraßen innerhalb des Stadtzentrums nachzudenken, das führte schließlich zur kompletten Niederlegung der Schnabelsmühle, geblieben ist der Name für einen Teil der Umgehungsstraße und einen angrenzenden größeren Parkplatz.